# سارة مابس دوغلاس
كانت سارة مابس دوغلاس (بالإنجليزية: Sarah Mapps Douglass)‏ (وُلدت في التاسع من سبتبمر من عام 1806 – توفيت في الثامن من سبتمبر من عام 1882) مُربية أمريكية، ومناصرة للإبطالية (التحرير من العبودية)، وكاتبة، ومحاضِرة عامة. قد تكون صورها المرسومة على رسائلها المكتوبة أول أو أقدم الأمثلة الباقية على لوحات موقعة بقلم امرأة أمريكية أفريقية. هذه اللوحات مُحتواة في ألبوم كاسي ديكرسون. الألبوم عبارة عن مجموعة نادرة من رسائل الصداقة المتبادلة بين مجموعة من النساء في القرن التاسع عشر.

## نشأتها وعائلتها
وُلدت سارة دوغلاس في فيلادلفيا، بنسلفانيا، لإحدى أبرز العائلات المناصرة للإبطالية، وكانت وحيدة والديها روبرت دوغلاس، الذي كان خبازًا، وغريس بَستِل دوغلاس، التي عملت صانعة قبعات ومدرّسة. أدار جدها، سايروس بَستِل، الذي كان عضوًا في حركة جمعية الأصدقاء الدينية يمتلك مخبزًا، مدرسة من منزله، وكان أحد الأعضاء الأوائل في مجتمع الأفارقة الأحرار، وهي منظمة خيرية أفريقية أمريكية قديمة. كبُرت دوغلاس بين نخبة فيلادلفيا، ووفقًا لسي. بيتر ريبلي «لقد تلقت تدريسًا (خاصًا) مكثفًا في طفولتها».
هي جزء من عائلة بَستِل الشهيرة في فيلادلفيا. كان أخوها الفنان روبرت دوغلاس الابن الذي تشاركت معه مساحة إعلانية في متجره في شارع آرك ستريت، حيث عاشت عائلتهما. وكان ابن خالها ديفيد بَستِل باوزر.

## تعليمها وحياتها المهنية
في عام 1825، بدأت دوغلاس التدريس في فيلادلفيا في مدرسة نظمتها والدتها وجيمس فورتن، صانع الأشرعة الأفريقي الأمريكي الثري. بدءًا من عام 1833، درّست لفترة وجيزة في مدرسة الأفريقي الحر للبنات، ثم أسست مدرستها الخاصة للبنات الأفريقيات الأمريكيات. سرعان ما شُهد لها بأنها مدرّسة موهوبة لمادتي العلوم والفنون اللتان برعت فيهما هي نفسها، وبحفاظها على مستويات طلابها عالية. في عام 1838، تولى مجتمع إناث فيلادلفيا المعادي للعبودية المدرسة، مبقيًا على دوغلاس كمديرة لها. في عام 1854، دُمجت المدرسة بمعهد الشباب الملوّن -ما أصبح اليوم جامعة تشيني الحكومية- في شارع لومبارد، وأصبحت المديرة الرئيسية، وبقيت في المنصب حتى تقاعدها في عام 1877.
بدأ دور دوغلاس كناشطة مبكرًا في عام 1831، عندما كانت في الخامسة والعشرين، نظمت جمع أموال بغية إرسالها إلى ويليم لويد غاريسون دعمًا لصحيفة ذه ليبريتور. ساعدت دوغلاس أيضًا في إنشاء الجمعية الأدبية النسائية، وهي مجموعة من النساء الأفريقيات الأمريكيات المكرسات لتطوير مهاراتهن وتعميق ارتباطهن بالأخوات المستعبدات.
بدأت مجتمعات السود الأدبية بالتشكل في المدن الحضرية الشمالية في أواخر عشرينيات القرن التاسع عشر وأوائل ثلاثينياته. حولت هذه المجتمعات اهتمامها إلى القراءة باعتبارها وسيلة نفيسة لاكتساب المعرفة وإلى الكتابة كطريقة لتأكيد الهوية، وتسجيل المعلومات، والتواصل مع جمهور أسود يتراوح بين متعلمين وشبه متعلمين وأميين. كانت هذه المجتمعات مبنية على فكرة أنه من أجل مصلحة المجتمع وبقائه، على الأفراد التعاضد سويًا في مجموعات أكبر يمكنها خلق حس بالهوية الوطنية والروح الشمولية ويمكنها بسط المعرفة الجوهرية على مجتمع السود سواء كانوا أحرارًا أم مستعبدين.

## وصلات خارجية
- سارة مابس دوغلاس على موقع فايند أغريف